# Roeboides
Roeboides is een geslacht van straalvinnige vissen uit de familie van de karperzalmen (Characidae).

## Soorten
- Roeboides affinis (Günther, 1868)
- Roeboides araguaito de Lucena, 2003
- Roeboides biserialis (Garman, 1890)
- Roeboides bouchellei Fowler, 1923 (Crystal tetra)
- Roeboides carti de Lucena, 2000
- Roeboides dayi (Steindachner, 1878)
- Roeboides descalvadensis Fowler, 1932
- Roeboides dientonito Schultz, 1944
- Roeboides dispar de Lucena, 2001
- Roeboides guatemalensis (Günther, 1864)
- Roeboides ilseae Bussing, 1986
- Roeboides loftini de Lucena, 2011
- Roeboides margareteae de Lucena, 2003
- Roeboides microlepis (Reinhardt, 1851)
- Roeboides myersii Gill, 1870
- Roeboides numerosus de Lucena, 2000
- Roeboides occidentalis Meek & Hildebrand, 1916
- Roeboides oligistos de Lucena, 2000
- Roeboides prognathus (Boulenger, 1895)
- Roeboides sazimai de Lucena, 2007
- Roeboides xenodon (Reinhardt, 1851)